# Горан Ђукић
Горан Ђукић „Горски“ (Сарајево, 11. јануар 1956 — Нови Сад, 11. мај 2021) био је српски стрипар и илустратор, најпознатији по серијалу „Тарзан“, илустрацијама за Политикин Забавник као и стриповима и филмским концептима за америчка предузећа.

## Биографија
Рођен је 1956. у Сарајеву, а од 1970. године живи у Новом Саду. Први стрип „Осветници“, по сценарију Светозара Обрадовића, објављен му је у Спунк новостима 1984, а одмах је објављен и у немачкој ревији Schwere Metall. Потом је за издавачку кућу „Дневник“ радио на лиценцном стрипу „Буфало Бил“. Године 1987. за часопис Вал стрип црта „Баладу о Словенима“. За „Дечје новине“ ради стрипове „Легија бесмртних“ и „Велики и мали“ који су објављени у Гиганту и Хорору. Прихвата понуду издавачке куће „Форум - Маркетпринт“ и ради више од 10 епизода „Тарзана“ објављених у више земаља. Раних 1990-их реализовао је двадесетак хорора и магијских стрипова за немачког издавача „Bastei Verlag“.
За „Malibu Comics“ из Сан Дијега, под псеудонимом George Dove ради серијале „Prototype“, „The Solution“ и „Ultraverse Year Zero: The Death Of The Squad“. За издавачку кућу „Dark Horse“ урадио је епизоду стрипа „Ghost“.
Сарађивао је са америчком фирмом која се бавила презентацијом филмских пројеката „Platinum Studios LLC“, од којих је најзанимљивији „Cowboys and Aliens“.
У 21. веку редовно је радио илустрације за Политикин Забавник и илустровао књиге везане за историју наших народа. Ове радове је потписивао као „Горан Горски“.
На иницијативу Историјског музеја Србије 2015. године, поводом 200-годишњице Другог српског устанка, илуструје јединствену стрип изложбу под насловом Ево мене, ето вас: Сећања кнеза Милоша на Други српски устанак. Изложба је постављена у конаку кнеза Милоша на Топчидеру у Београду, у виду великих стрипских табли на којима су приказани кључни моменти Другог српског устанка кроз присећање кнеза Милоша Обреновића на самртној постељи. Ова стрипска изложба је 2016. године објављена као албум у издању Историјског музеја Србије, у хиљаду примерака.
Уметник је 2018. урадио насловну страницу, пар илустрација и стрип „Лешинари“ за едицију стрипских књига „Линије Фронта“, посвећено Великом рату 1914-1918, нарочито о судбини српског народа у рату. У стрипу „Лешинари“ се говори о српском војнику који се брине о ратним сирочићима, тако што краде од погинулих војника. Човек долази у вербални сукоб са другим српским војником, који после његове смрти преузима улогу старатеља над сирочади.
Горан Ђукић је био члан-утемељитељ Удружења стрипских уметника Србије које му је организовало самосталну изложбу 2011. године: Горан Ђукић Горски: Стрип и илустрација (Циклус самосталних изложби УСУС 1), Студентски културни центар, Београд; селектор: Светозар Обрадовић.

## Књиге
- Поема о Вожду, Друштво за издавачку дјелатност „Извориште“, Приједор, 2013. Стихови: Гордана Кукић, илустрације: Горан Горски.  978-99955-757-1-7..
- Свети Сава, принц монах, „Змај“ д.о.о., Нови Сад, 2005. Текст : Бане Керац, илустрације: Бане Керац, Сибин Славковић, Горан Горски.  86-490-0480-3 неважећи ..
- Ево мене, ето вас, Сећања кнеза Милоша на Други српски устанак, Историјски музеј Србије, Београд, 2016. Написали Борислав Корица, Владимир Мереник и Бошко Љубојевић, нацртао Горан Горски.  978-86-82925-85-9.